# Piona pinguipalpis
Piona pinguipalpis är en kvalsterart som beskrevs av Cook 1960. Piona pinguipalpis ingår i släktet Piona och familjen Pionidae. Inga underarter finns listade i Catalogue of Life.